# كليبر (لاعب كرة قدم مواليد 1986)
كليبر هو لاعب كرة قدم برازيلي في مركز الوسط، ولد في 13 يونيو 1986 في ساو باولو في البرازيل. لعب مع نادي بيترزالكا ونادي سبارتاك ترنافا ونادي كورينثيانس ألاغوانو ونادي ميكا ونادي نيترا.

## وصلات خارجية
- كليبر (لاعب كرة قدم مواليد 1986) على موقع Soccerway.com (الإنجليزية)
- كليبر (لاعب كرة قدم مواليد 1986) على موقع عالم كرة القدم.نت (الإنجليزية)